# Heart (chanson des Pet Shop Boys)
Pour les articles homonymes, voir Heart (homonymie).
Singles de Pet Shop Boys
Always on My Mind
(1987) Domino Dancing
(1988)
Heart est une chanson du duo britannique Pet Shop Boys extraite de leur deuxième album studio, Actually, paru le 7 septembre 1987.

## Description
Le 21 mars 1988, six mois et deux semaines après la sortie de l'album, la chanson a été publiée en single. C'était le quatrième et dernier single tiré de cet album.
Le single a atteint la 1re place au Royaume-Uni.